# Makssi
Makssi est un village du Cameroun situé dans le département du Mayo-Tsanaga et la Région de l'Extrême-Nord.

## Population
Lors du troisième recensement général de la population et de l'habitat du Cameroun, le dénombrement de la population du village comptait 571 habitants donc 266 de sexe masculin et 305 de sexe féminin.